# أماندا جنسن
جيني أماندا كاترينا جنسن (بالإنجليزية:Jenny Amanda Katarina Jenssen) و المعروفة مهنيا باسم أماندا جنسن (بالإنجليزية:Amanda Jenssen) (ولدت في 12 سبتمبر 1988 بلوند، السويد) هي مغنية وكاتبة أغاني سويدية، كما شاركت في برنامج آيدول السويدي للمواهب في عام 2007.
أصدرت أول ألبوم لها تحت عنوان قتل حبيبي (Killing My Darlings) في عام 2008 والذي إحتل المركز الأول في السويد، وفي 28 أكتوبر 2009 أصدرت ألبومها الثاني أرض سعيدة (Happyland). وفي نوفمبر 2012 أصدرت ثالث ألبوم لها تحت عنوان تراتيل مسكونة Hymns for the) Haunted) من طرف شركة إبك ريكوردز وسوني، واًصدرت ألبومها الرابع عام 2015 تحت عنوان أغاني من الجزيرة بالسويدية (Sånger från ön).

## الألبومات
- قتل حبيبي (Killing My Darlings) في عام 2008.[2]
- أرض سعيدة (Happyland) في عام 2009.[5]
- تراتيل مسكونة (Hymns for the Haunted) في عام 2012.[6]
- أغاني من الجزيرة (Sånger från ön) في عام 2015.[7]

## روابط خارجية
- أماندا جنسن على موقع IMDb (الإنجليزية)
- أماندا جنسن على موقع ميوزك برينز (الإنجليزية)
- أماندا جنسن على موقع أول ميوزيك (الإنجليزية)
- أماندا جنسن على موقع ديسكوغز (الإنجليزية)
- أماندا جنسن على موقع قاعدة بيانات الفيلم (الإنجليزية)
- الموقع الرسمي
- Unofficial fansite
- أماندا جنسن على أول ميوزيك
- أماندا جنسن التسجيلات من ديسكاغز.كوم